# Aeropuerto de la Ciudad de Belfast George Best
Aeropuerto de la Ciudad de Belfast George Best (IATA: BHD, OACI: EGAC) es un aeropuerto en Belfast, Condado de Down, Irlanda del Norte (Reino Unido). El aeropuerto tiene una única pista en servicio. Se encuentra situado junto al Puerto de Belfast, a unos 3 millas náuticas (6 km) del centro de la ciudad. Comparte su espacio con la instalación de fabricación de aviones Short Brothers/Bombardier. El aeropuerto comenzó sus operaciones comerciales en 1983.
El aeropuerto fue previamente conocido como Aeropuerto de la Ciudad de Belfast hasta que fue renombrado en 2006 en recuerdo de George Best, el famoso futbolista de Belfast.
El aeropuerto atendió a más de 2,6 millones de pasajeros en 2009, un incremento del 2,0% respecto a 2008 y la máxima cifra de pasajeros de su historia. El de la ciudad de Belfast fue uno de los pocos aeropuertos del Reino Unido que experimentó un aumento en su número de pasajeros en 2009.
El aeropuerto fue una base de operaciones importante para Flybe, que inició sus operaciones en el aeropuerto en 1993 y fue en su momento la mayor operadora del aeropuerto de Belfast.
El aerolíneas tiene una licencia de aeródromo de uso público de la CAA (número P862) que permite vuelos para el transporte público de pasajeros o para vuelos de instrucción.

## Historia
El aeropuerto de Sydenham fue construido por Shorts detrás de su factoría de Belfast en Sydenham, Belfast en 1937. Esto supuso su conversión en el principal aeropuerto civil de Belfast desde 1938 a 1939. El aeropuerto fue requerido por la Royal Navy durante la Segunda Guerra Mundial. RAF Nutts Corner se convirtió entonces en el principal aeropuerto de Belfast (mientras que Aldergrove se convertiría más tarde en el principal aeropuerto de Irlanda del Norte). El aeródromo Sydenham continuó siendo usado con propósitos militares hasta los setenta, tras lo cual continuó siendo usado por Shorts. En 1983, haciendo caso a las demandas de operadores y pasajeros, el aeródromo fue abierto a vuelos comerciales como Aeropuerto de la bahía de Belfast (posteriormente Aeropuerto de la ciudad de Belfast y a día de hoy con el nombre actual).

## Actualidad

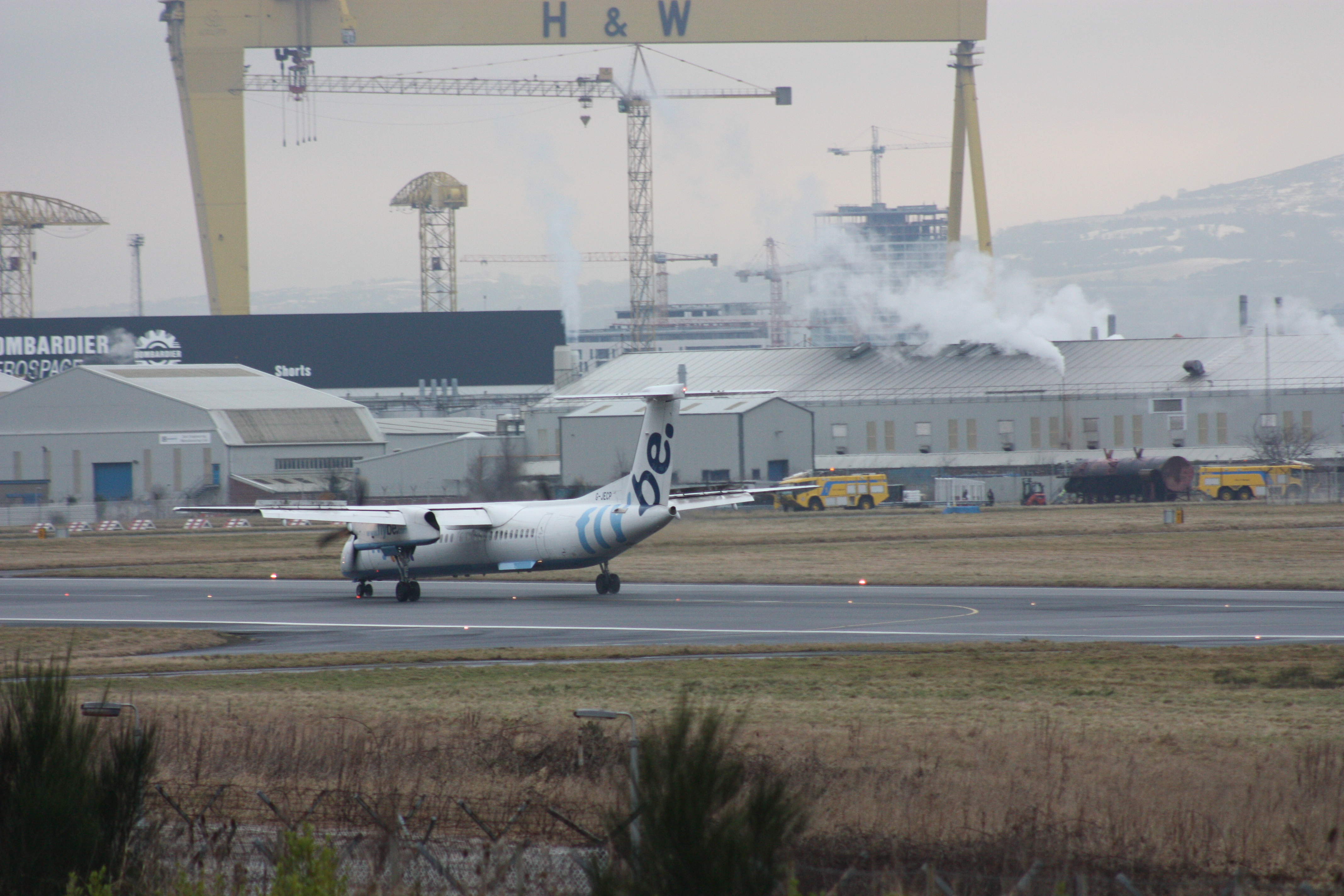
Los atracaderos de Belfast pueden ser vistos justo por detrás de la pista.

En busca de fondos para invertir Bombardier vendió el aeropuerto en 2003 por £35 millones a la compañía española Ferrovial, propietaria de BAA Airports. Ferrovial revendió el aeropuerto en septiembre de 2008 por £132,5 millones a ABN Amro Global Infrastructure Fund.
El 30 de octubre de 2007, Ryanair estableció su base número 23 en el aeropuerto. El 31 de agosto de 2010, Ryanair anunció que cerraría su basel del Ciudad de Belfast significando esto la pérdida de todos los servicios de Ryanair el 31 de octubre de 2010. Esto implicaba que se perdían cinco rutas y 800.000 pasajeros cada año. El cierre de la base se debió al nuevo retraso de dos años más en la ampliación de pista. La aerolínea afirmó que retomaría las operaciones a destinos europeos desde el aeropuerto si la pista fuese ampliada.
El agente de handling del aeropuerto es Swissport, que también opera en la mayoría del resto de aeropuertos del Reino Unido e Irlanda.
En 2009 el número de pasajeros se había ampliado un 2,0% de los 2.570.742 pasajeros de 2008 a los 2.621.763 pasajeros de 2009.

## Planes de ampliación y objeciones
Dado que el aeropuerto está pegado a zonas residenciales, el problema de la contaminación aérea es uno de sus principales y una fuente de debate público. El aeropuerto ha implementado una estrategia de gestión del ruido conforme a un acuerdo alcanzado previamente, bajo la cual es operado el aeropuerto, y ha establecido procedimientos de atenuación del ruido.

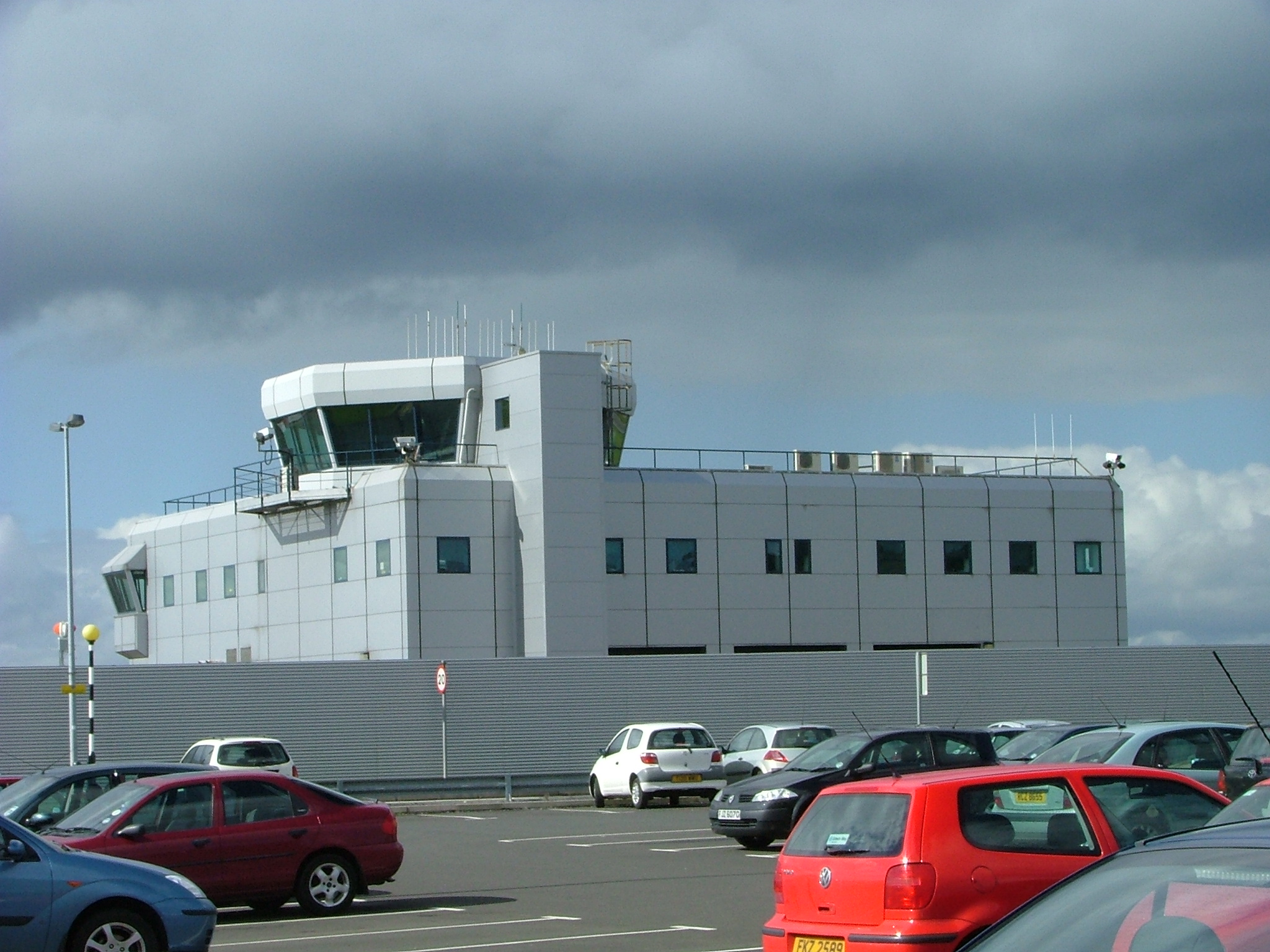
Torre del aeropuerto de la Ciudad de Belfast.

El aeropuerto ha efectuado recientemente una petición para suprimir completamente el límite de asientos que pueden ser vendidos - un elemento clave del plan de desarrollo de 1997, que vela por la prevención de la sobreexpansión de un aeropuerto que está situado en una ubicación altamente poblada. Como resultado, numerosos grupos de residentes han formado una coalición - La Coalición Contra la Ampliación del Aeropuerto de la Ciudad de Belfast - para protestar contra los planes de ampliación propuesta del aeropuerto, y representar el punto de vista de la población.
El aeropuerto está ahora estudiando hacer una propuesta por un hotel que se encontrará en los terrenos adyacentes al aeropuerto actualmente ocupados por las instalaciones de carga o el aparcamiento de vehículos de corta estancia. Los hoteles más cercanos al aeropuerto están en el centro de la ciudad, a unos diez a quince minutos de la terminal durante las horas puntas.
Las restricciones aplicadas al aeropuerto son:
- La necesidad de que los vuelos sean operados entre las 6:30 a. m. y las 9:30 p. m. (con ampliación del horario de operación en circunstancias excepcionales para operar los vuelos retrasados hasta la medianoche).
- Existe un límite de 45.000 operaciones comerciales (e ilimitadas para la aviación general) en cualquier año, restringidas después de las 48.000 operaciones contabilizadas en 2008 entre la suma de las operaciones de aeronaves comerciales y las de aviación general.[8]
- Las aerolíneas no pueden poner más de cuatro millones de asientos a la venta en sus vuelos desde el aeropuerto cada año.[8]

## Denominación en recuerdo de George Best

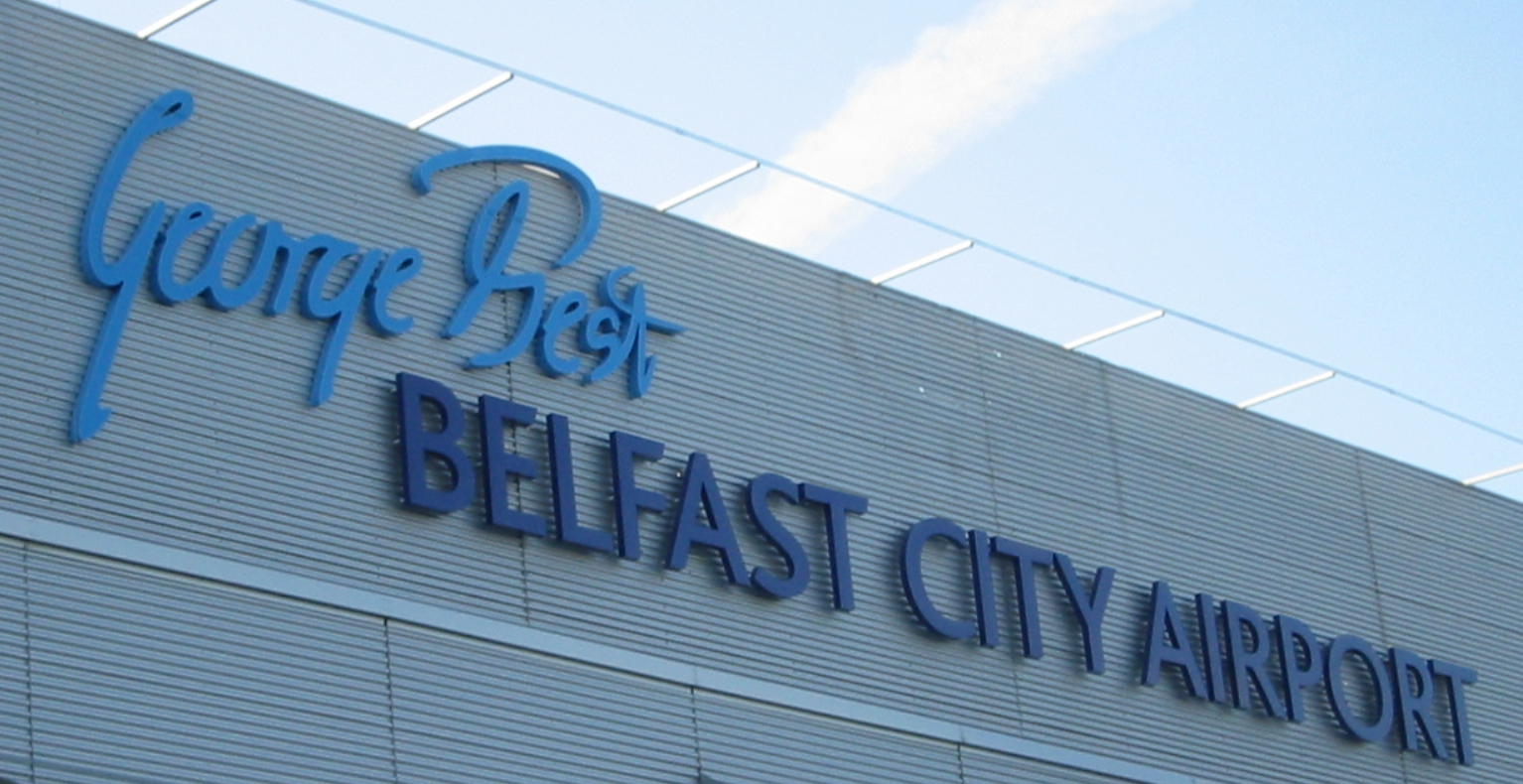
La nueva señalización del aeropuerto.

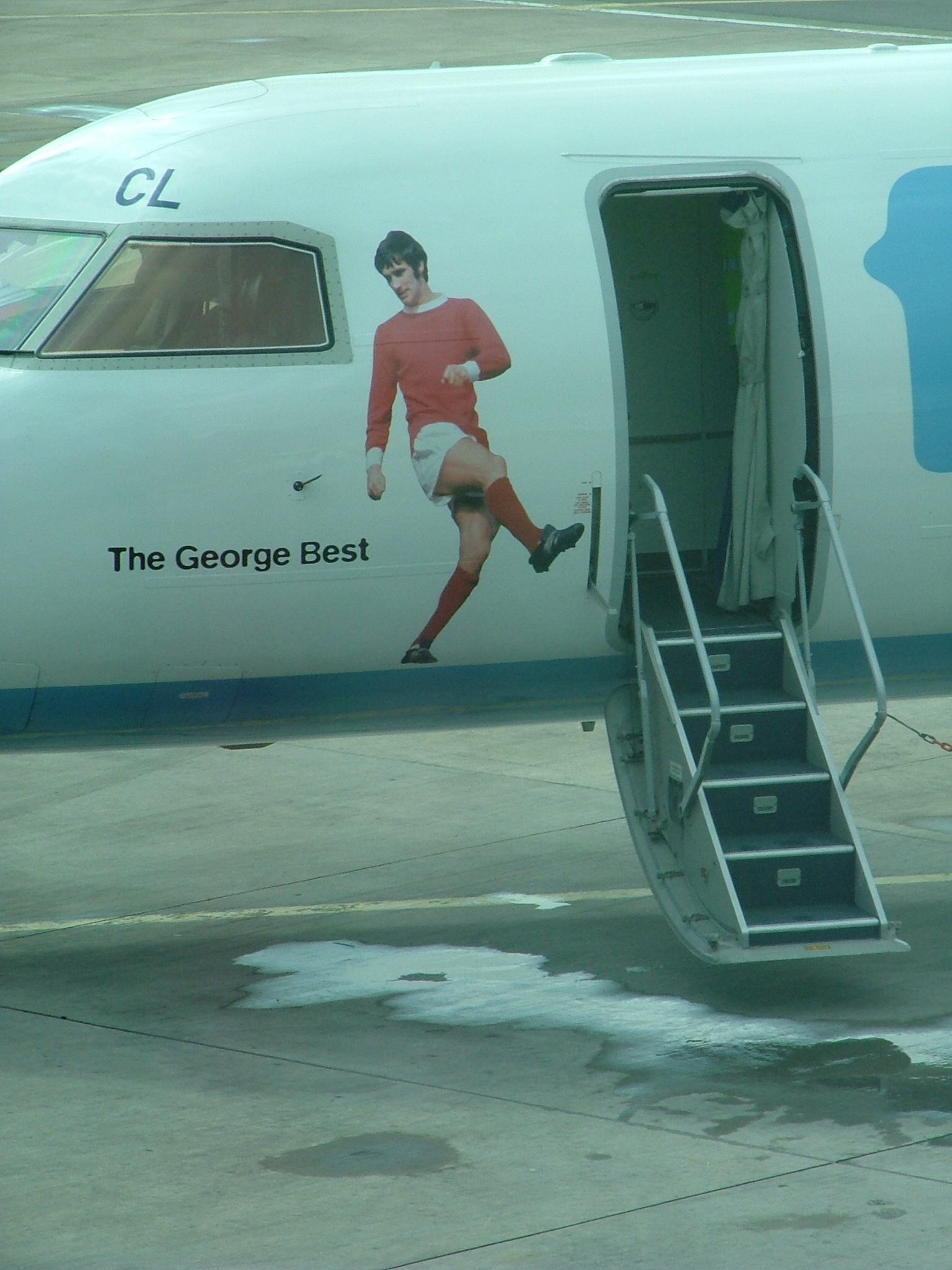
Una librea rememorando a George Best en un avión de Flybe.

En marzo de 2006, se anunció que el aeropuerto iba a cambiar de nombre para rememorar al futbolista norirlandés George Best. El nuevo nombre, Aeropuerto de la Ciudad de Belfast George Best, y la señalización fueron celebrados en la ceremonia de presentación del nuevo nombre a la que acudió la familia de Best y amigos, el 22 de mayo de 2006, el que habría sido el sexagésimo aniversario del nacimiento del jugador.
El nuevo nombre del aeropuerto causó mucha controversia, con muchos artículos en los medios locales y nacionales señalando los sentimientos suscitados en los residentes de Belfast. Mientras muchos residentes apoyaron el movimiento, otros muchos tenían la impresión de que se podía haber elegido una figura de Belfast más importante a la que honrar.
En marzo de 2006 Flybe anunció que iba a poner nombre a su vuelo de la Ciudad de Belfast a Mánchester en honor del futbolista, dedicándole también un avión.

## Beneficios
- Bajo nivel de utilización.
- Una sola terminal.
- 16 cargadores de vehículos eléctricos

## Aerolíneas y destinos
Nota: † denota las aerolíneas chárter y sus destinos
| Aerolíneas      | Destinos |
| --------------- | --- |
| Aer Lingus      | Birmingham, Cardiff, East Midlands, Edimburgo, Exeter, Glasgow, Isla de Man, Leeds/Bradford, Mánchester, Newcastle upon Tyne, Southampton Estacional: Jersey , Newquay Chárter estacional: Verona |
| British Airways | Londres–City, Londres–Heathrow Chárter Estacional: Bolonia, Palma de Mallorca |
| easyJet         | Bristol, Glasgow, Liverpool, Londres–Gatwick, Londres–Luton, Mánchester |
| KLM             | Ámsterdam |
| Loganair        | Aberdeen, Inverness |
| Lufthansa       | Fráncfort |

## Estadísticas
Ver fuente y consulta Wikidata.
| Puesto | Aeropuerto       | Pasajeros | Variación % | Aerolíneas                 |
| ------ | ---------------- | --------- | ----------- | -------------------------- |
| 1      | Londres–Heathrow | 593.175   | 77,0%       | British Airways, Flybe     |
| 2      | Londres-Gatwick  | 163.892   | 75,3%       | easyJet                    |
| 3      | Birmingham       | 140.600   | 240,7%      | Aer Lingus, Flybe          |
| 4      | Londres–City     | 120.708   | 61,7%       | British Airways            |
| 5      | Mánchester       | 110.810   | 112,4%      | Aer Lingus, Flybe          |
| 6      | Leeds Bradford   | 95.013    | 205,0%      | Aer Lingus, Flybe          |
| 7      | Edimburgo        | 84.315    | 135,5%      | Aer Lingus, Flybe          |
| 8      | Glasgow          | 63.869    | 296,4%      | Aer Lingus, easyJet, Flybe |
| 9      | Southampton      | 60.593    | 240,0%      | Aer Lingus, Flybe          |
| 10     | Ámsterdam        | 52.055    | 217,4%      | KLM                        |

## Transporte

### Coche
El aeropuerto está ubicado junto a la A2, en la salida de Sydenham entre Belfast y Holywood.

### Bus
La ruta 600 de Flexibus es el servicio desde el aeropuerto de la Ciudad de Belfast, desde la terminal a la Estación de autobuses Europa de Belfast y adyacente al Europa Hotel y la estación de ferrocarril de Great Victoria Street de Belfast. Los autobuses discurren cada veinte minutos durante todo el día. Además la línea de Metro 3A opera cada veinte minutos desde Sydenham a la terminal del aeropuerto. El servicio The Airporter opera diez autobuses en días laborables y siete en fin de semana y llegando en periodos vacacionales a Londonderry.

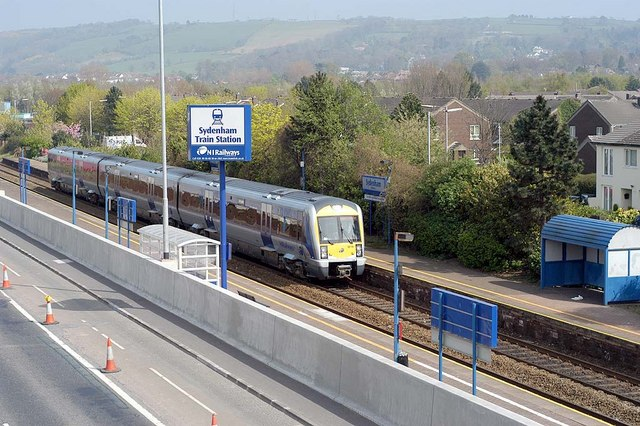
Hay autobuses de enlace que conectan la Estación de Sydenham con la nueva terminal

### Tren

NI Railways es el servicio que opera en la estación

La estación de ferrocarril de Sydenham está adyacente al perímetro sur del aeropuerto, paralela a la A2 desde la terminal antigua de pasajeros. Está servida por trenes de Northern Ireland Railways entre Bangor y Portadown.